# William Alonso
William Alonso (Buenos Aires, 29 gennaio 1933 – Boston, 11 febbraio 1999) è stato un economista statunitense di origini argentine. Conosciuto principalmente per la pubblicazione Location and land use del 1964 dove espone la teoria economica denominata "bid rent theory".

## Opere
- Valore e uso del suolo urbano - Contributo a una teoria generale della rendita, William Alonso, introduzione a cura di Miro Allione, Padova, Marsilio, 1967.